# Whuffie
Le whuffie est la monnaie éphémère, basée sur la réputation, utilisée dans le roman de science-fiction de Cory Doctorow, Dans la dèche au royaume enchanté. Ce livre d'histoire du futur dépeint une économie post-rareté : tous les biens de première nécessité (et la plupart des articles de luxe) sont gratuits et à disposition. Le niveau de whuffie actuel d'une personne est visible instantanément par tout un chacun, tout le monde étant équipé d'un implant cérébral offrant une interface avec le Net.

## Explication
Dans l'univers de ce livre, les incitations économiques classiques ont disparu. Le whuffie a remplacé la monnaie, et incite les individus à réaliser des actions utiles et créatrices. Le whuffie d'une personne est une mesure générale de sa réputation globale, et on perd ou on gagne du whuffie au fil de ses actions favorables ou défavorables. La question est : qui détermine quelles actions sont favorables ou défavorables ? D'après Dans la dèche, c'est l'opinion publique. Bousculer quelqu'un de façon impolie sur le trottoir vous fera perdre des points auprès de lui (et peut-être même auprès des passants qui vous ont vu), tandis que composer une symphonie acclamée vous rapportera du whuffie de la part de tous ceux à qui elle a plu.
Le score de whuffie brut est perçu de la même façon par toutes les personnes qui le visualisent, mais le score pondéré est subjectif. Ce méta-whuffie prend en compte le whuffie droitier (le montant accordé par les gens que vous appréciez) et le whuffie gaucher (accordé par ceux que vous n'appréciez pas). Il existe également un whuffie de pitié, accordé à ceux à qui la chance ne sourit pas.
Dans le roman Dans la dèche, certains jugements basés sur le whuffie sont automatiques, et ne requièrent aucune pensée consciente ; la technologie permettant les dépôts cérébraux est utilisée pour soupeser et trouver des éléments intéressants. Les dépôts cérébraux permettant aux machines de devenir conscientes, celles-ci peuvent réfléchir à la place des individus, et leur permettre ainsi d'accéder automatiquement à la connaissance.
Le livre offre peu de détails sur la façon dont ce système fonctionnait réellement ; la plupart des explications offertes sont très générales, comme celle-ci : « Le whuffie reprenait l'objectif de départ de la monnaie : dans les temps anciens, si vous étiez pauvre mais respecté, vous ne pouviez pas mourir de faim ; au contraire, si vous étiez riche et détesté, aucune somme ne pouvait vous offrir paix et sécurité. En mesurant l'élément que la monnaie représentait en réalité – votre capital personnel auprès de vos amis et voisins –, vous pouviez jauger plus précisément votre succès. »
Une personne dont le score est de zéro est tout aussi capable d'accorder ou de retirer du whuffie que quelqu'un dont le score serait d'un million. La personne dont le score est d'un million serait invitée à beaucoup plus de fêtes et de spectacles et autres événements exclusifs réservés à l'élite, tandis que la première serait regardée de travers dans le bus, et ne serait probablement pas admise dans les restaurants et autres boîtes de nuit dignes de ce nom. Mais leurs deux opinions sur une tierce personne compteraient pour le même montant de whuffie brut.
Doctorow n'est pas le premier à poser un tel système. Howard L. Myers a décrit un système similaire, basé sur l'admiration, dans la nouvelle "All Around the Universe", écrite entre 1967 et 1971.

## Étymologie
Doctorow a indiqué que "whuffie" est un mot de son invention, qu'il utilisait au lycée, et non pas la vocalisation d'une abréviation (à la façon de "téfécé" – TFC, pour Toulouse Football Club), ou de l'expression Wi-Fi, comme on l'imagine souvent.

## Whuffie etWeb 2.0
Le whuffie est également repris par Doctorow dans Eastern Standard Tribe, mais apparemment dans le sens plus général de se bâtir une réputation. Tara Hunt est l'auteure du livre The Whuffie factor (en 2009), qui met en évidence l'importance du whuffie, référant dans ce cas au capital de sympathie nécessaire à la réussite dans l'univers du web 2.0.